# 크로대디

크로대디의 로고

크로대디(Crawdaddy)는 1966년에 창간된 미국의 록 음악 잡지이다. 당시 스와스모어 칼리지의 학생이었던 폴 윌리엄스가 대중음악이 점점 세련되어 지고 문화에서의 영향력이 증가하면서 만들었다. 잡지의 이름은 런던에 위치한 공연장인 크로대디 클럽에서 유래한 것으로, 초기에는 느낌표를 붙여 크로대디!(Crawdaddy!)란 이름으로 발행되었다.
롤링 스톤과 크림 이전부터, 크로대디는 많은 로큰롤 작가들이 재즈나 포크로만 비평 연습을 하던 시절 로큰롤에 대한 글을 쓸 수 있게 해주는 일종의 훈련장과도 같은 곳이었다. 뉴욕 타임스는 크로대디를 "로큰롤을 진지하게 다룬 첫 번째 잡지"라고 묘사했으며, 롤링 스톤 또한 "로큰롤 뉴스와 비평해 전념했던 첫 진정한 출판물"이라고 인정하였다. 그 결과로 수많은 로큰롤 비평가들의 경력을 쌓는데 도움을 주었다. 초기에 활동하던 작가로는 존 랜도, 샌디 펄먼, 리처드 멜저 및 피터 노블러 등이 있었다.
윌리엄스가 1968년 크로대디를 떠난 이후 노블러가 1972년 편집장이 되어 폐간이 되는 1979년까지 이끌어갔다. 1993년부터 2003년까지 윌리엄스는 크로대디를 새로 자가 출판하였다. 2006년에는 볼프강스 볼트에 판매되어 일간 웹진으로 변하였다. 2011년 8월 5일부터는 음악 웹사이트 페이스트에서 크로대디의 글을 볼 수 있었으며, 페이스트는 "크로대디의 아카이브를 공유하고 영향력 있는 음악가들에 대한 새로운 콘텐츠를 출판할 것"이라고 발표했다.